# 米基奧·艾堅

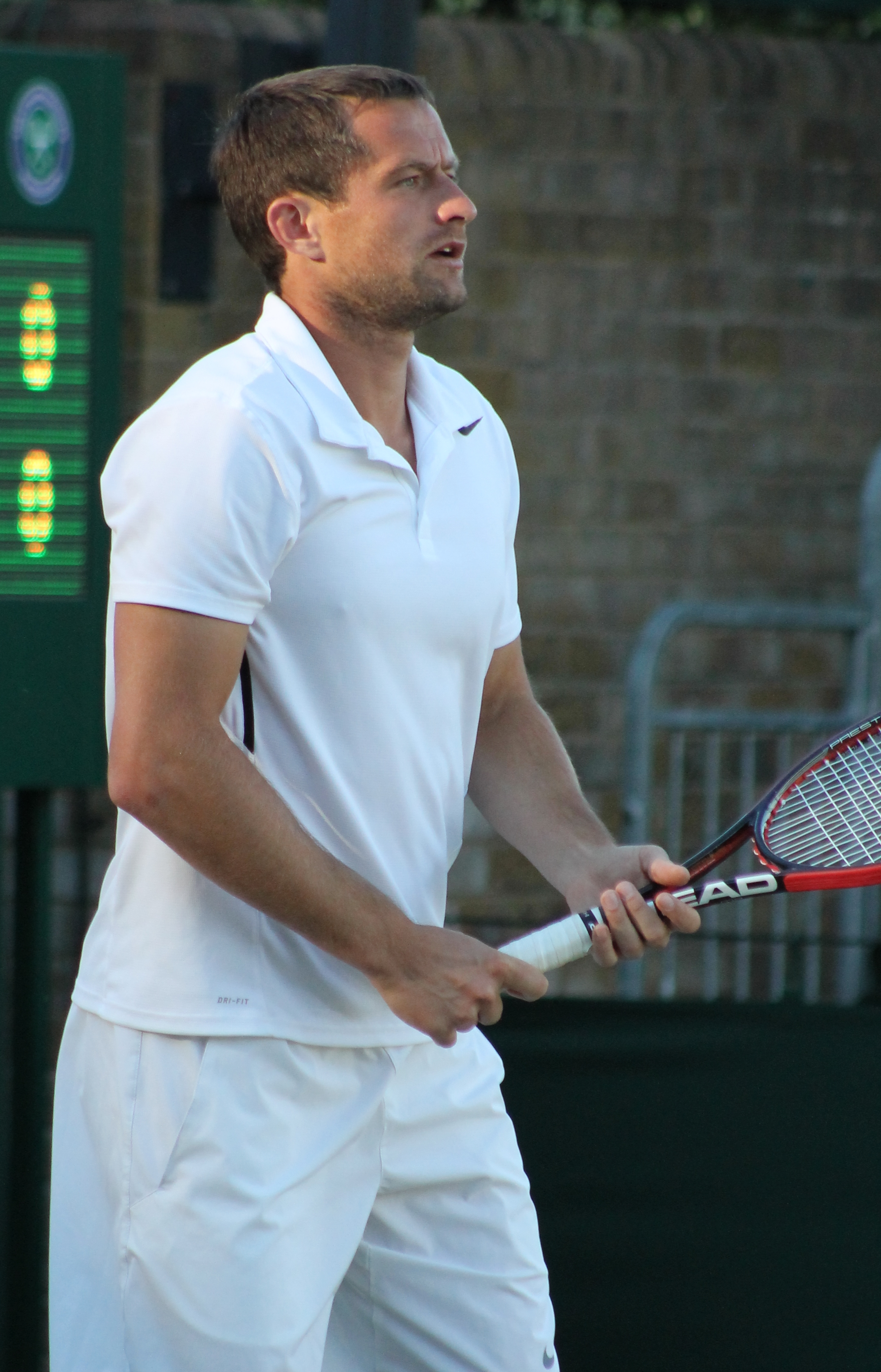
米基奧·艾堅

米基奧·艾堅（Michail Elgin，1981年10月14日—）是俄羅斯男子網球選手，他在2008年於自己的出生地所舉辦的網球比賽中成名；當時他在單打八強輸給羅馬尼亞的維克托·漢尼斯古。

## 外部連結
- 米基奧·艾堅（英文/西班牙文）的官方資料
- 米基奧·艾堅的國際網球總會 職業／青少年 官方資料（英文）
- 米基奧·艾堅的官方資料（英文）